# Capoeta do Sul (condado)

Estado de Equatória Oriental – Condado de Kapoeta do Sul ao sudeste do mapa

O condado de Capoeta do Sul é uma região administrativa em Equatória Oriental, estado do Sudão do Sul. O condado tem sua sede na cidade de Capoeta. Durante a Segunda Guerra Civil Sudanesa, entre 1983 e 2005, as Forças Armadas Sudanesas colocaram barreiras em torno da cidade de Capoeta. O condado também é servido pelo Aeroporto de Capoeta, única instalação de pista da região.